# Cosimo de Torres
Cosimo de Torres (Roma, 1584 – Roma, 1º maggio 1642) è stato un cardinale e arcivescovo cattolico italiano.

## Biografia
Nacque a Roma nel 1584 dal marchese Giovanni de Torres e Giulia Mattei, della famiglia Papareschi.
Papa Gregorio XV lo elevò al rango di cardinale nel concistoro del 5 settembre 1622.
Fu arcivescovo di Monreale dal 1634 al 1642.
Morì il 1º maggio 1642 all'età di 58 anni.
Fu sepolto nella basilica di San Pancrazio, a Roma, vicino al tumolo del cardinale Ludovico III de Torres, suo zio.

## Genealogia episcopale e successione apostolica
La genealogia episcopale è:
- Cardinale Guillaume d'Estouteville, O.S.B.Clun.
- Papa Sisto IV
- Papa Giulio II
- Cardinale Raffaele Riario
- Papa Leone X
- Papa Clemente VII
- Cardinale Antonio Sanseverino, O.S.Io.Hieros.
- Cardinale Giovanni Michele Saraceni
- Papa Pio V
- Cardinale Innico d'Avalos d'Aragona, O.S.Iacobi
- Cardinale Scipione Gonzaga
- Patriarca Fabio Biondi
- Papa Urbano VIII
- Cardinale Cosimo de Torres

La successione apostolica è:
- Vescovo Tommaso Carafa (1623)
- Vescovo Gennaro Filomarino, C.R. (1623)
- Cardinale Pier Luigi Carafa (1624)
- Vescovo Giovanni Battista Indelli (1624)
- Vescovo Antimo degli Atti (1624)
- Vescovo Francesco Traina (1627)
- Vescovo Jan Baikowski (1627)
- Vescovo Paul Aldringen (1627)
- Vescovo Mikołaj Gabriel Fredro, O.F.M. (1627)
- Cardinale Francesco Maria Brancaccio (1627)
- Vescovo Annibale Mascambruno (1627)
- Vescovo Luis Jiménez, O. de M. (1627)
- Vescovo Giacomo Marenco (1627)
- Vescovo Gaspar Salgado Gayoso (1628)
- Vescovo Zacharie Novowski (1634)

## Ascendenza
|                                       |                |                        | Genitori                |  |  | Nonni |  |  | Bisnonni       |  |  | Trisnonni            |  |
|                                       |                |                        |                         |  |  |       |  |  | Juan de Torres |  |  | Ferdinando de Torres |  |
|                                       |                |                        |                         |  |  |       |  |  | Juan de Torres |  |  | Ferdinando de Torres |  |
|                                       |                | …                      |                         |  |  |       |  |  | Juan de Torres |  |  |                      |  |
| Fernando de Torres, barone di Pizzoli |                |                        |                         |  |  |       |  |  | Juan de Torres |  |  |                      |  |
|                                       |                | Catalina de la Vega    | …                       |  |  |       |  |  |                |  |  |                      |  |
|                                       |                | Catalina de la Vega    | …                       |  |  |       |  |  |                |  |  |                      |  |
|                                       |                | Catalina de la Vega    | …                       |  |  |       |  |  |                |  |  |                      |  |
| Giovanni de Torres                    |                | Catalina de la Vega    |                         |  |  |       |  |  |                |  |  |                      |  |
|                                       |                | Pietro Paolo Sanguigni | …                       |  |  |       |  |  |                |  |  |                      |  |
|                                       |                | Pietro Paolo Sanguigni | …                       |  |  |       |  |  |                |  |  |                      |  |
|                                       |                | Pietro Paolo Sanguigni | …                       |  |  |       |  |  |                |  |  |                      |  |
| Pentesilea Sanguigni                  |                | Pietro Paolo Sanguigni |                         |  |  |       |  |  |                |  |  |                      |  |
|                                       |                | …                      | …                       |  |  |       |  |  |                |  |  |                      |  |
|                                       |                | …                      | …                       |  |  |       |  |  |                |  |  |                      |  |
|                                       |                | …                      | …                       |  |  |       |  |  |                |  |  |                      |  |
| Cosimo de Torres                      |                | …                      |                         |  |  |       |  |  |                |  |  |                      |  |
|                                       | Ciriaco Mattei | Saba Mattei            |                         |  |  |       |  |  |                |  |  |                      |  |
|                                       | Ciriaco Mattei | Saba Mattei            |                         |  |  |       |  |  |                |  |  |                      |  |
|                                       | Ciriaco Mattei | Caterina Tuttavilla    |                         |  |  |       |  |  |                |  |  |                      |  |
| Alessandro Mattei                     | Ciriaco Mattei |                        |                         |  |  |       |  |  |                |  |  |                      |  |
|                                       |                | Giulia Matuzzi         | Pietro Giovanni Matuzzi |  |  |       |  |  |                |  |  |                      |  |
|                                       |                | Giulia Matuzzi         | Pietro Giovanni Matuzzi |  |  |       |  |  |                |  |  |                      |  |
|                                       |                | Giulia Matuzzi         | Isabella Borgia         |  |  |       |  |  |                |  |  |                      |  |
| Giulia Mattei                         |                | Giulia Matuzzi         |                         |  |  |       |  |  |                |  |  |                      |  |
|                                       |                | Tuccio Mazzatosta      | Riccardo Mazzatosta     |  |  |       |  |  |                |  |  |                      |  |
|                                       |                | Tuccio Mazzatosta      | Riccardo Mazzatosta     |  |  |       |  |  |                |  |  |                      |  |
|                                       |                | Tuccio Mazzatosta      | Vittoria Massimo        |  |  |       |  |  |                |  |  |                      |  |
| Emilia Mazzatosta                     |                | Tuccio Mazzatosta      |                         |  |  |       |  |  |                |  |  |                      |  |
|                                       |                | Claudia Orsini         | Orsino Fausto Orsini    |  |  |       |  |  |                |  |  |                      |  |
|                                       |                | Claudia Orsini         | Orsino Fausto Orsini    |  |  |       |  |  |                |  |  |                      |  |
|                                       |                | Claudia Orsini         | Lavinia Cantelmo        |  |  |       |  |  |                |  |  |                      |  |
|                                       |                | Claudia Orsini         |                         |  |  |       |  |  |                |  |  |                      |  |